# Hiệp định thương mại Chống hàng giả

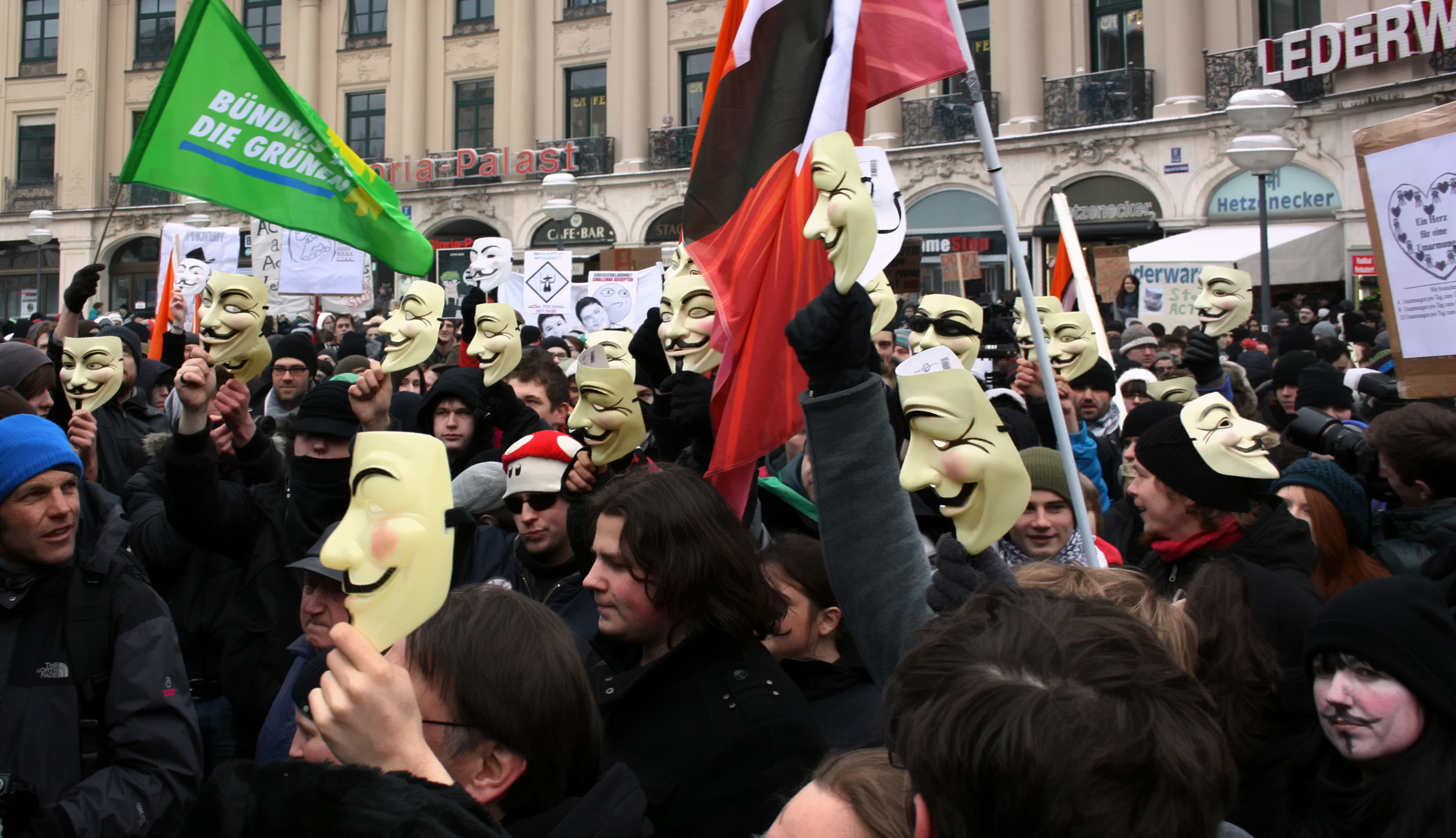

Hiệp định Thương mại Chống hàng giả (ACTA) là một đề xuất hiệp định đa phương để thiết lập các tiêu chuẩn quốc tế về tuân thủ các quyền sở hữu trí tuệ. ACTA sẽ thiết lập lên một khuôn khổ luật pháp quốc tế mới mà các quốc gia có thể gia nhập trên cơ sở tự nguyện và có thể tự tạo ra một thể chế bên ngoài các tổ chức quốc tế đã có như Tổ chức Thương mại Thế giới (WTO), Tổ chức Sở hữu Trí tuệ Thế giới (WIPO) hay Liên Hợp Quốc. Các quốc gia tham gia đàm phán đã miêu tả nó như là một phản ứng của "sự gia tăng thương mại toàn cầu về hàng hóa giả và vấn đề bảo vệ bản quyền tác phẩm lậu." Phạm vi của ACTA là rất rộng, bao gồm hàng hóa giả mạo, nguồn gốc dược phẩm và "sự sao chép trái phép trên Internet", vi phạm bản quyền trên internet. Bởi vì nó có hiệu lực của một hiệp ước, Acta sẽ vượt qua tiền lệ nhiều tòa án xác định quyền lợi người tiêu dùng để sử dụng "hợp lý" và cả hai sẽ thay đổi hoặc loại bỏ các hạn chế về áp dụng luật sở hữu trí tuệ.
Sau một chuỗi rò rỉ các văn bản dự thảo của các phiên đàm phán năm 2008, 2009 và 2010, ACTA đã công bố phiên bản chính thức của dự thảo hiện tại ngày 20 tháng 4 năm 2010. Ý tưởng thiết lập một hiệp định đa phương về hàng hóa giả mạo đã được Nhật Bản và Hoa Kỳ phát triển từ năm 2006. Canada, Liên minh châu Âu và Thụy Sĩ đã gia nhập các phiên thảo luận sơ bộ từ 2006 đến 2007. Các phiên đàm phán chính thức được bắt đầu từ tháng 6 năm 2008, với sự tham gia của Australia, México, Maroc, New Zealand, Hàn Quốc và Singapore. Dự kiến các thương thuyết sẽ kết thúc vào năm 2010.

### Các trang web chính thức của ACTA
- Australia: Department of Foreign Affairs and Trade Lưu trữ ngày 7 tháng 2 năm 2012 tại Wayback Machine (DFAT)
- Canada: Foreign Affairs and International Trade Canada Lưu trữ ngày 24 tháng 6 năm 2011 tại Wayback Machine
- European Union: European Commission (EC)
- Japan: Ministry of Economy, Trade and Industry Lưu trữ ngày 29 tháng 1 năm 2012 tại Wayback Machine (METI)
- New Zealand: Ministry of Economic Development (MED) and Ministry of Foreign Affairs and Trade (MFAT)
- United States: United States Trade Representative (USTR)

### Các trang khác
- latest consolidated text 18/01/10 − a document leaked on ngày 1 tháng 3 năm 2010
- ACTA tracking articles Lưu trữ ngày 7 tháng 2 năm 2012 tại Wayback Machine by Michael Geist
- EFF's Anti-Counterfeiting Trade Agreement page
- KEI's Anti-Counterfeiting Trade Agreement page
- La Quadrature du Net's Anti-Counterfeiting Trade Agreement page
- Site for NZ coalition calling for transparency in ACTA
- PublicACTA − the open consultation event in NZ on 10th April
- Public Knowledge Anti-Counterfeiting Trade Agreement page Lưu trữ ngày 5 tháng 2 năm 2012 tại Wayback Machine
- Proposed ACTA Changes sent to the USTR. (Red Line Edit)
- The (leaked) ACTA Agreement on The Pirate Bay